# Ștefan Balș-Lupu
Ștefan Balș-Lupu (n. 27 octombrie 1902, București – d. 22 februarie 1994, București) a fost un arhitect român, membru de onoare al Academiei Române.

## Lucrări

### Proiecte proprii
- Biserica Sf. Cuvioasă Paraschiva, Balcic. Începută în 1935, terminată de bulgari în 1954.

### Restaurări de biserici
- Biserica Adormirea Maicii Domnului - Scaune din București
- Biserica Kretzulescu
- Biserica Sfântul Elefterie Vechi din București
- Biserica Sfântul Gheorghe Nou din București